# بيت المدعى (مناخة)

تعديل مصدري - تعديل

بيت المدعى هي إحدى قرى عزلة بني خطاب بمديرية مناخة التابعة لمحافظة صنعاء، بلغ تعداد سكانها 561 نسمة حسب تعداد اليمن لعام 2004.